# گمینا بژوزوف
گمینا بژوزوف (به لهستانی:  Gmina Brzozów) یک گمینا در لهستان است که در شهرستان بژوزوف واقع شده‌است. گمینا بژوزوو ۱۰۳٫۱۸ کیلومتر مربع مساحت و ۲۶٬۰۴۴ نفر جمعیت دارد.